# Kappa Draconis
Désignations
Kappa Draconis (κ Draconis, κ Dra) est une étoile géante bleue située dans la constellation circumpolaire boréale du Dragon. Avec une magnitude apparente de 3,88, elle est difficilement visible à l'œil nu quand l'éclairage artificiel des villes est présent. Néanmoins, c'est une étoile puissante, environ cinq fois plus massive que le Soleil. Elle est à environ 490 années-lumière et est 1 400 fois plus lumineuse que le Soleil.
Kappa Draconis est considérée comme ayant tout juste quitté la séquence principale, après avoir consommé le contenu en hydrogène de son cœur. Durant le prochain demi-million d'années, elle gonflera, devenant plus brillante mais avec une température de surface nettement plus froide. Elle apparaîtra beaucoup plus lumineuse, brillant probablement avec une couleur rougeâtre et deviendra ainsi une géante rouge.
L'étoile est actuellement située à la déclinaison 69° 47' 18" nord (AD 12 h 33 min 29 s), mais à cause de l'effet de la précession des équinoxes, Kappa Draconis était l'étoile visible à l'œil nu la plus proche du pôle nord céleste entre 1793 av. J.-C. jusqu'à environ 1000 av. J.-C.. Cependant, comme elle est beaucoup plus faible que sa voisine Kochab, Kochab était considérée comme l'étoile polaire à cette époque[réf. nécessaire].

## Nom traditionnel chinois
En chinois, 紫微右垣 (Zǐ Wēi Yòu Yuán), signifiant Mur droit du palais pourpre interdit, fait référence à un astérisme constitué de κ Draconis, α Draconis, λ Draconis, 24 Ursae Majoris, 43 Camelopardalis (en), α Camelopardalis et BK Camelopardalis. Par conséquent, κ Draconis elle-même est appelée 紫微右垣二 (Zǐ Wēi Yòu Yuán èr, la deuxième [étoile] du mur droit du palais pourpre interdit), représentant 少尉 (Shǎowèi), signifiant Deuxième garde impérial.